# Space Goofs
Space Goofs (título original: Les Zinzins de l'espace) conocida en América Latina como Home to Rent, o Casa de Mutantes en el doblaje de la primera temporada, Visitantes del Espacio en la segunda temporada, y Los Pirados del Espacio en España, es una serie animada francesa producida por Gaumont Multimedia y Xilam para la cadena France 3, transmitida por primera vez en 1997.
En Francia, la serie se distribuyó en 104 episodios de 13 minutos, la primera temporada se difundió a partir del 6 de septiembre de 1997 por el canal France 3, dentro del segmento Les Minikeums y la segunda temporada a partir del 3 de septiembre de 2005 en el mismo canal pero por otra barra televisiva, France Truc.

## Argumento
Cinco extraterrestres, Etno, Gorgious, Stereo, Candy y Bud, van juntos de vacaciones en el espacio. Tienen un accidente y se estrellan en el planeta Tierra. Forzados a ocultarse de los seres humanos, toman refugio en una vieja casa abandonada y Etno crea una máquina mutante con la cual pueden cambiar sus cuerpos cuando ellos quieren pasar desapercibidos ante los humanos.
Los alienígenas tienen dos objetivos: volver a su planeta natal y ahuyentar lejos de la casa a cualquiera que intente establecerse en ella.

### Personajes
- Etno Polino: Bajito y púrpura con labios rojos, Etno es el nerd y cerebro del grupo. Un genio científico que crea toda clase de máquinas. En la versión original francesa, habla con un acento inglés.
- Bud Budiovitch: (340 años) Alto y naranja con un largo cuello, Bud es perezoso e ingenuo. Es un adicto a la televisión y pasa la mayor parte del tiempo sentado delante de ella y bebiendo sodas.
- Candy Caramella: (310 años) Pequeño y verde con la frente arrugada, quien cocina y hace el aseo de la casa. En el doblaje de Hispanoamérica, su género es cambiado al de una mujer.
- Gorgious Klatoo: Gordo y azul con una sólida barbilla, Gorgious es gruñón y brutal. Tiene una manía hacia la comida y por abusar de los otros. También parece estar muy unido a Candy, ya que siempre está pendiente de lo que hace.
- Stereo Monovici: Tiene dos cabezas y es rojo, Stereo actúa como dos personas puesto que cada cabeza tiene su propia mente. "Él" no tiene una personalidad definida, pero podría ser que su personalidad fuese pelearse todo el tiempo. Stereo fue removido de la segunda temporada porque muchos espectadores e incluso Xilam Studios los describieron como "un personaje muy pobre" (carente de carisma en el show).

### Diferencias entre la Primera y Segunda Temporada
La primera temporada de la serie estaba dirigida principalmente al público joven y adulto por el cual presentaba un humor más adulto con detalles un poco grotescos, rasgos y expresiones más exageradas y amorfas en los personajes y algunos diálogos que hacían referencia al tabaco y al alcohol.
A partir de la segunda temporada se retiró de la serie a uno de los extraterrestres, Stereo Monovici, ya que según los mismos creadores presentaba un carisma muy pobre y sin mucha participación en la primera temporada, haciendo solo pequeñas apariciones en algunos capítulos de la segunda temporada y quedando solo los 4 restantes como personajes principales. El contenido se adaptó más al público en general. Prueba de ello podemos comparar y diferenciar el contenido de los episodios donde se disminuyen ciertos detalles de humor adulto, como el estiércol en donde cae la nave en la canción de entrada con apariencia más grotesca en la primera temporada y se disminuyen los rasgos y expresiones faciales exageradas y amorfas, entre otras cosas.
El doblaje latinoamericano de la primera temporada también cambia los nombres de dos de los personajes; Bud cambia su nombre a Tom y Gorgious cambia su nombre a Hermoso.

## Lista de Episodios
- El alienígena
- El hijo de mami
- No hay cupo
- Se mi bebé
- Mi amigo Molu
- S.O.S
- De vuelta a la escuela
- O.V.N.I.
- El rey alienígena
- @spacegoofs.com
- 24 Horas
- Nada de monerías conmigo
- Casa a control remoto
- El regreso
- Aventuras Secretas
- Marineros del espacio
- El psicoanalista
- Invasores invisibles
- Cuentos de hadas
- Señor si señor
- Mi primo Walter
- Añorando el pasado
- ¿Cuál bruja es cuál?
- Madame Zelza
- Buenos vecinos, pero de lejos
- Vida de perro
- Fiebre de motociclistas
- La cosa del más allá
- ¿Quién es quién?
- El dibujo
- Viaje al centro de la tierra
- El coleccionista
- Campeones de otro mundo
- Dentro de Gorgious
- Jabón pollito número 1
- Maniquí a prueba de golpes
- Inteligencia ártica
- El túnel
- Abracadabra
- Alienígenas de Hollywood
- Mangamanía
- Mi licencia de Conducción
- El Dr. Alcachofa y Candy
- Gorgious el jefe

## Reparto de voces
| Rol             | Actor de voz original (versión francesa) | Actor de voz en el doblaje al inglés | Actor de doblaje en el español (temp. 1) / (temp. 2)                                                                                                 |
| --------------- | ---------------------------------------- | --- | --- |
| Etno Polino     | Bernard Alane                            | Maurice LaMarche | José Constantino (temp. 1)John Grey (temp. 2) |
| Bud Budiovitch  | Éric Métayer                             | Jeff Bennett (1ª voz)Jim Gomez (2ª voz)                                                                                                 | Eduardo Rodríguez (temp. 1)Harold Leal (temp. 2) |
| Candy Caramella | Éric Métayer                             | Charlie Adler | Claudia Nieto (temp. 1)José Manuel Cantor (temp. 2)                                                                                                  |
| Gorgious Klatoo | Patrick Préjean                          | Michael SicolyDanny Mann | Rubén León (temp. 1)Sigifredo Vega (temp. 2) |
| Stereo Monovici | Bernard Alane                            | Jeff Bennett (ambas cabezas; 1ª voz)Danny Mann (ambas cabezas; 2ª voz)                                                                  | Frank Carreño (temp. 1)Luis Carreño (algunos eps.; temp. 1)Sergio Sáez (temp. 1)Mario Gutiérrez (dos ep.; temp. 2)Eleazar Osorio (dos ep.; temp. 2)  |
| Otros           |                                          | Michael Sicoly Kath Soucie (temp. 1) Sirena Irwin (temp. 2) Kat Cressida (temp. 2) Jessica DiCicco (temp. 2) Carolyn Lawrence (temp. 2) | Elmer Madera (temp. 2) Rocío Bermúdez (temp. 2) Adriana González (temp. 2) Eleazar Osorio (temp. 2) Wolfang Galindo (tenp. 2) Rafael Gómez (temp. 2) |

## Reacción
La serie fue un éxito en Francia, particularmente gracias a su absurdo y leve humor políticamente incorrecto, además del uso del slapstick y del tongue-in-cheek.

## Stupid Invaders
Un juego de aventuras basado en Space Goofs, titulado Stupid Invaders (un juego de palabras sobre Space Invaders) fue diseñado por Xilam y publicado en 2000 por Ubisoft. El argumento se centra alrededor de los alienígenas y sus tentativas por volver al espacio. Todos los personajes principales de la serie pueden ser manejados por los jugadores a través de todo el curso del videojuego.
Stupid Invaders fue lanzado para Windows, Mac OS y Sega Dreamcast.